# سيدني والش
سيدني والش (بالإنجليزية: Sydney Walsh)‏ هي ممثلة أمريكية، ولدت في 6 يونيو 1961 بمانهاتن في الولايات المتحدة.

## وصلات خارجية
- سيدني والش على موقع IMDb (الإنجليزية)
- سيدني والش على موقع ألو سيني (الفرنسية)
- سيدني والش على موقع قاعدة بيانات الفيلم (الإنجليزية)